# 201-я истребительная авиационная дивизия
201-я истребительная авиационная Сталинградская дивизия (201-я иад) — соединение Военно-Воздушных сил (ВВС) Вооружённых Сил РККА, принимавшее участие в боевых действиях Великой Отечественной войны.

## История наименований
- ВВС 5-й армии;
- 201-я истребительная авиационная дивизия;
- 201-я истребительная авиационная Сталинградская дивизия;
- 10-я гвардейская истребительная авиационная Сталинградская дивизия;
- 10-я гвардейская истребительная авиационная Сталинградская Краснознамённая дивизия;
- 10-я гвардейская истребительная авиационная Сталинградская Краснознамённая ордена дивизия;
- Войсковая часть (Полевая почта) 23222.

## Создание дивизии
201-я истребительная авиационная дивизия сформирована Приказом НКО СССР 10 мая 1942 года на базе управления ВВС 5-й армии. Их частей, входивших в состав ВВС 5-й армии в дивизию передан 236-й истребительный авиационный полк.

## Переименование дивизии
201-я истребительная авиационная Сталинградская дивизия за образцовое выполнение заданий командования в боях с немецкими захватчиками и проявленные при этом мужество и героизм 24 августа 1943 года Приказом НКО СССР переименована в 10-ю гвардейскую Сталинградскую истребительную авиационную дивизию

## В действующей армии
В составе действующей армии:
- с 10 мая 1942 года по 25 августа 1943 года[3], всего — 472 дня

## Командиры дивизии
| Звание                                         | Ф. И. О.                        | Период                  |
| ---------------------------------------------- | ------------------------------- | ----------------------- |
| Подполковник, Полковник, Генерал-майор авиации | Жуков Анатолий Павлович         | 10.05.1942 — 17.07.1943 |
| Подполковник                                   | Владимиров Филимон Владимирович | 18.07.1943 — 15.08.1943 |
| Полковник                                      | Срывкин Владимир Алексеевич     | 15.08.1943 — 25.08.1943 |

## В составе объединений
| Дата            | Фронт (округ)                        | Армия               | Корпус                                                |
| --------------- | ------------------------------------ | ------------------- | ----------------------------------------------------- |
| 10.05.1942 года | Западный фронт                       | 1-я воздушная армия |                                                       |
| 30.10.1942 года | Западный фронт                       | 1-я воздушная армия | 2-й смешанный авиационный корпус                      |
| 01.11.1942 года | Резерв Верховного Главнокомандования |                     | 2-й смешанный авиационный корпус                      |
| 01.12.1942 года | Южный фронт                          | 8-я воздушная армия | 2-й смешанный авиационный корпус                      |
| 17.04.1943 года | Северо-Кавказский фронт              | 5-я воздушная армия | 2-й смешанный авиационный корпус                      |
| 24.04.1943 года | Северо-Кавказский фронт              | 4-я воздушная армия | 2-й смешанный авиационный корпус                      |
| 13.07.1943 года | Северо-Кавказский фронт              | 4-я воздушная армия | 10-й истребительный авиационный Сталинградский корпус |
| 21.07.1943 года | Воронежский фронт                    | 2-я воздушная армия | 10-й истребительный авиационный Сталинградский корпус |
| 24.08.1943 года | Воронежский фронт                    | 2-я воздушная армия | 10-й истребительный авиационный Сталинградский корпус |

## Части и отдельные подразделения дивизии
| Период                  | Наименование                          |
| ----------------------- | ------------------------------------- |
| 01.11.1942 — 24.08.1943 | 13-й истребительный авиационный полк  |
| 10.05.1942 — 31.10.1942 | 20-й истребительный авиационный полк  |
| 04.08.1942 — 28.10.1943 | 32-й истребительный авиационный полк  |
| 15.05.1942 — 27.10.1942 | 122-й истребительный авиационный полк |
| 15.05.1942 — 13.06.1942 | 211-й истребительный авиационный полк |
| 08.05.1943 — 24.08.1943 | 236-й истребительный авиационный полк |
| 11.11.1942 — 24.08.1942 | 437-й истребительный авиационный полк |
| 10.05.1942 — 27.10.1942 | 519-й истребительный авиационный полк |

## Участие в операциях и битвах
- Погорело-Городищенская операция — с 30 июля 1942 года по 23 августа 1942 года.
- Ржевско-Сычёвская операция — с 30 июля 1942 года по 23 августа 1942 года.
- Контрудар войск Западного фронта в районе Сухиничи, Козельск — с 22 августа 1942 года по 29 августа 1942 года.
- Сталинградская битва — с 17 ноября 1942 года по 2 февраля 1943 года.
- Ростовская операция — с 1 января 1943 года по 18 февраля 1943 года.
- Ворошиловградская операция — с 29 января 1943 года по 18 февраля 1943 года.
- Воздушное сражение на Кубани — с 17 апреля 1943 года по 7 июня 1943 года.
- Курская битва — с 5 июля 1943 года по 13 июля 1943 года.
- Изюм-Барвенковская операция — с 21 июля 1943 года по 27 июля 1943 года.
- Белгородско-Харьковская операция — с 3 августа 1943 года по 23 августа 1943 года.
- Донбасская операция — с 13 августа 1943 года по 24 августа 1943 года.

## Переименование в гвардейские части
- 201-я Сталинградская истребительная авиационная дивизия 24 августа 1943 года переименована в 10-ю гвардейскую Сталинградскую истребительную авиационную дивизию[7]
- 13-й Сталинградский истребительный авиационный полк 24 августа 1943 года переименован в 111-й гвардейский истребительный авиационный полк[7]
- 236-й истребительный авиационный полк 24 августа 1943 года переименован в 112-й гвардейский истребительный авиационный полк[7]
- 437-й истребительный авиационный полк 24 августа 1943 года переименован в 113-й гвардейский истребительный авиационный полк[7]

## Почётные наименования
- 201-й истребительной авиационной дивизии 4 мая 1943 года присвоено почётное наименование «Сталинградская»[8]
- 13-му истребительному авиационному полку 4 мая 1943 года присвоено почётное наименование «Сталинградский»[8]

## Герои Советского Союза и России
- Абрамашвили Николай Георгиевич, капитан, заместитель командира эскадрильи 13-го истребительного авиационного полка 201-й истребительной авиационной дивизии 8-й воздушной армии Указом Президента Российской Федерации 21 сентября 1995 года удостоен звания Герой России. Медаль № 220
- Гнидо Пётр Андреевич, лейтенант, командир эскадрильи 13-го истребительного авиационного полка 201-й истребительной авиационной дивизии 2-го смешанного авиационного корпуса 8-й воздушной армии Указом Президиума Верховного Совета СССР 1 мая 1943 года удостоен звания Герой Советского Союза. Золотая Звезда № 1003
- Губанов Алексей Алексеевич, капитан, командир эскадрильи 13-го истребительного авиационного полка 201-й истребительной авиационной дивизии 2-го смешанного авиационного корпуса 4-й воздушной армии Указом Президиума Верховного Совета СССР 24 августа 1943 года удостоен звания Герой Советского Союза. Золотая Звезда № 1241
- Игнатьев Михаил Трофимович, лейтенант, заместитель командира эскадрильи 13-го истребительного авиационного полка 201-й истребительной авиационной дивизии 2-го смешанного авиационного корпуса 4-й воздушной армии Указом Президиума Верховного Совета СССР 24 августа 1943 года удостоен звания Герой Советского Союза. Золотая Звезда № 1119
- Маснев Алексей Никанорович, капитан, командир эскадрильи 13-го истребительного авиационного полка 201-й истребительной авиационной дивизии 2-го смешанного авиационного корпуса 4-й воздушной армии Указом Президиума Верховного Совета СССР 24 августа 1943 года удостоен звания Герой Советского Союза. Золотая Звезда № 3354
- Наумов Пётр Изотович. майор, лётчик-инспектор по технике пилотирования 201-й истребительной авиационной дивизии 2-го смешанного авиационного корпуса 4-й воздушной армии Указом Президиума Верховного Совета СССР 24 августа 1943 года удостоен звания Герой Советского Союза. Золотая Звезда № 1700
- Новожилов Иван Васильевич, майор, помощник по воздушно-стрелковой службе командира 13-го истребительного авиационного полка 201-й истребительной авиационной дивизии 2-го смешанного авиационного корпуса 8-й воздушной армии Указом Президиума Верховного Совета СССР 24 августа 1943 года удостоен звания Герой Советского Союза. Золотая Звезда № 1101
- Рогожин Василий Александрович, младший лейтенант, командир звена 236-го истребительного авиационного полка 201-й истребительной авиационной дивизии 2-го смешанного авиационного корпуса 4-й воздушной армии Указом Президиума Верховного Совета СССР 24 августа 1943 года удостоен звания Герой Советского Союза. Золотую Звезду получить не успел
- Тихонов Виктор Павлович, младший лейтенант, заместитель командира эскадрильи 236-го истребительного авиационного полка 201-й истребительной авиационной дивизии 2-го смешанного авиационного корпуса 8-й воздушной армии Указом Президиума Верховного Совета СССР 24 августа 1943 года удостоен звания Герой Советского Союза. Посмертно